# Robustiano Patrón Costas
Robustiano Patrón Costas (Salta, 5 agosto 1878 – Buenos Aires, 24 settembre 1965) è stato un politico, imprenditore e avvocato argentino.

## Biografia
Studiò giurisprudenza all'Università di Buenos Aires e si laureò nel 1901.
L'anno successivo, Patrón Costas fu nominato ministro dei lavori della Provincia di Salta dal governatore Ángel Zerda e nel 1912 fu capo del governo del governatore Avelino Figueroa. Fu nominato per completare il mandato di Figueroa come governatore dal 1913 al 1916. Nel 1916, Patrón Costas fu eletto per il Partito Democratico Nazionale al Senato argentino, dove rimase fino al 1925, quando tornò alla legislatura provinciale di Salta come presidente del Senato. Fu rieletto al Senato nazionale nel 1932 e di nuovo nel 1938. In qualità di Presidente provvisorio del Senato, ricoprì per breve tempo la carica di Presidente ad interim dell'Argentina nei primi anni Quaranta.
Come imprenditore, è ricordato soprattutto per la creazione, nel 1918, dello zuccherificio Ingenio San Martín de Tabacal nel dipartimento di Orán, nel nord-est di Salta. Lì, migliaia di nativi delle etnie kolla, wichi, toba e di altri gruppi etnici furono sottoposti a condizioni di lavoro disumane, a volte lavorando 16 ore al giorno. Ancora oggi, i pochi sopravvissuti di quell'epoca ricordano quando la polizia aprì il fuoco per uccidere gli indios che cercavano di fuggire dalla piantagione. Le condizioni di sfruttamento imposte ai suoi lavoratori e il modo personale e autoritario con cui gestiva gli affari nella provincia gli valsero l'etichetta di sfruttatore, oligarca, schiavista, genocida e signore feudale.
Membro della coalizione conservatrice Concordancia, che si era assicurata la vittoria alle elezioni grazie ai brogli, fu uomo di fiducia del presidente Ramón Castillo e figura di spicco del suo governo. Nel 1942 lo stesso Castillo annunciò che Patrón Costas sarebbe stato il candidato del governo alle prossime elezioni. La sua candidatura si rivelò tuttavia ampiamente sgradita: il ricco Patrón Costas era infatti il classico esponente delle aristocrazie provinciali fortemente conservatrici e antidemocratiche che mantenevano il Nord dell'Argentina in uno stato quasi feudale. Visto quanto accaduto durante le precedenti tornate elettorali, si diffuse poi la voce che il governo avesse pianificato numerosi brogli per assicurargli la vittoria alle elezioni. Un colpo di Stato nel 1943 pose fine al governo di Castillo e alla candidatura di Pátron Costas.